# Julius Keyl
Julius Keyl (Monaco di Baviera, 8 dicembre 1877 – Monaco di Baviera, 10 novembre 1959) è stato un velocista, ostacolista e ginnasta tedesco.

## Biografia
Partecipò alle gare di atletica leggera delle seconde Olimpiadi moderne che si svolsero a Parigi nel 1900. Prese parte ai 100 metri piani, classificandosi quarto nella terza batteria e venendo così eliminato.
Keyl partecipò anche ai giochi olimpici intermedi, svoltisi ad Atene nel 1906. Prese parte in quell'occasione alla prova di ginnastica a squadre, in cui la Germania si piazzò quinta.